# 普拉格瑟多洛米蒂山脈

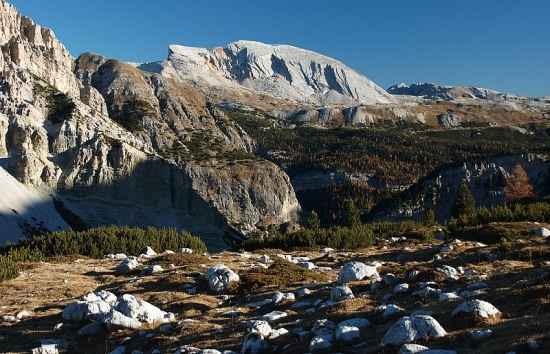

46°40′21″N 12°04′46″E / 46.672528°N 12.079468°E
普拉格瑟多洛米蒂山脈（義大利語：Dolomiti di Braies），是意大利的山脈，位於該國東北部，處於博爾扎諾-南蒂羅爾自治省和貝盧諾省接壤的邊界，屬於多洛米蒂山的一部分，海拔高度3,148米。